# Роберт Паркер
Роберт Паркер (англ. Robert Brown Parker, часто Robert B. Parker; 17 вересня 1932 — 18 січня 2010) — американський письменник, автор детективних романів. Лауреат премій Едгара По (1977) і Гамші (2007).
Паркер написав понад 60 книг, однак найбільшу популярність йому приніс цикл про приватного детектива Спенсера, до якого входять близько 40 романів. Детектив, чиє ім'я жодного разу не було названо, схожий на класичних персонажів Дешилла Гемметта і Реймонда Чандлера. У 1980-х роках романи про нього було екранізовано для серіалу «Spenser: For Hire».
Серед інших відомих героїв Паркера — колишній бейсболіст Джессі Стоун (Jesse Stone), чия спортивна кар'єра була обірвана через травму плеча. Його попросили звільнитися з роботи детектива у відділі розбою та вбивств поліції Лос-Анджелеса через проблеми з алкоголем, які почалися після його розлучення з красунею-дружиною Дженніфер. І тоді він став начальником поліції в маленькому містечку. Останній роман про Стоуна вийшов по смерті письменника в лютому 2010 року. Після смерті письменника цю серію з дозволу його сім'ї продовжили Майкл Брендмен, Рід Фаррел Коулмен і Майк Люпіка.
Написав шість романів із персонажем Санні Рендалл, жінкою-приватним детективом. Також чотири вестерни з дуетом персонажів Вірджилом Коулом і Евереттом Гітчем. Першим був «Аппалуза» (Appaloosa) знятий у фільмі з Едом Гаррісом і Вігго Мортенсеном у головних ролях.
Письменник дописав у 1989 році недописаний роман Реймонда Чандлера "Пудл Спрінгс" (Poodle Springs) (1959).
Роберт Паркер помер за своїм робочим столом 18 січня 2010 року у себе вдома в місті Кембридж, штат Массачусетс, у віці 77 років. Причиною смерті названо інфаркт міокарда.

## Твори

### Серія Джессі Стоуна
- Night Passage (Нічний пасаж) (1997)
- Trouble in Paradise (Біда в раю) (1998)
- Death in Paradise (Смерть в раю) (2001)
- Stone Cold (Холод Стоуна) (2003)
- Sea Change (Зміна моря) (2006)
- High Profile (Високий профіль) (2007)
- Stranger in Paradise (Незнайомець у раю) (2008)
- Night and Day (Ніч і день) (2009)
- Split Image (Розділене зображення) (2010)

### Серія Спенсера
- The Godwulf Manuscript[en] (Рукопис божого вовка) (1973)
- God Save the Child (Бог береже дитину) (1974)
- Mortal Stakes (Смертельні ставки) (1975)
- Promised Land (Земля обітована) (1976) (отримав премію Едгара)
- The Judas Goat (Козел Юди) (1978)
- Looking for Rachel Wallace (Шукаючи Рейчел Воллес) (1980)
- Early Autumn (Рання осінь) (1981)
- A Savage Place (Дикунське місце) (1981)
- Ceremony (Церемонія) (1982)
- The Widening Gyre (Розширене кругообертання) (1983)й
- Valediction (Прощання) (1984)
- A Catskill Eagle (Кетскілльский орел) (1985)
- Taming a Sea-Horse (Приборкання морського коника) (1986)
- Pale Kings and Princes (Бліді королі та князі) (1987)
- Crimson Joy (Багряна радість) (1988)
- Playmates (Товариші по іграх) (1989)
- Stardust (Зоряний) (1990)
- Pastime (Проведення часу) (1991)
- Double Deuce (Подвійна двійка) (1992)
- Paper Doll (Паперова лялька) (1993)
- Walking Shadow (Рухлива тінь) (1994)
- Thin Air (Розріджене повітря) (1995)
- Chance (Шанс) (1996)
- Small Vices (Маленькі пороки) (1997)
- Sudden Mischief (Раптове зло) (1998)
- Hush Money (Тихі гроші) (1999)
- Hugger Mugger (Обіймати-грабувати) (2000)
- Potshot (Постріл впритул) (2001)
- Widow's Walk (Хода вдови) (2002)
- Back Story (Попередня історія) (2003)
- Bad Business (Поганий бізнес) (2004)
- Cold Service (Холодне обслуговування) (2005)
- School Days (Шкільні будні) (2005)
- Hundred-Dollar Baby (Стодоларовий малюк) (2006)
- Now & Then (Зараз і тоді) (2007)
- Rough Weather (Погана погода) (2008)
- Chasing the Bear (Погоня за ведмедем) (2009)
- The Professional (Професіонал) (2009)
- Painted Ladies (Розфарбовані дами) (2010)
- Sixkill (Шість убитих) (2011)
- Silent Night (Тиха ніч) (2013) (з Гелен Бренн)

### Серія Санні Рендалл
- Family Honor (Сімейна честь) (1999)
- Perish Twice (Загинути двічі) (2000)
- Shrink Rap (Укорочений реп) (2002)
- Melancholy Baby (Меланхолічне дитя) (2004)
- Blue Screen (Блакитний екран) (2006)
- Spare Change (Запасна зміна) (2007)

### Серія Вірджила Коула і Еверетта Гітча
- Appaloosa (Аппалуза) (2005)
- Resolution (Дозвіл) (2008)
- Brimstone (Брімстоун) (2009)
- Blue-Eyed Devil (Блакитноокий диявол) (2010)

### Інші романи
- Wilderness (Пустелі) (1979)
- Love and Glory (Любов і слава) (1983)
- Poodle Springs (Пудл Спрінгс) (1988)
- Perchance to Dream (Можливість помріяти) (1991)
- All Our Yesterdays (Всі наші вчора) (1994)
- Gunman's Rhapsody (Стрілецька рапсодія) (2001)
- Double Play (Подвійна гра) (2005)
- Edenville Owls (Еденвільські сови) (2007)
- The Boxer and the Spy (Боксер і шпигун) (2008)